# Ermanno Augusto di Brandeburgo-Bayreuth
Ermanno Augusto di Brandeburgo-Bayreuth (Bayreuth, 8 ottobre 1615 – Hof, 6 febbraio 1651) è stato un nobile tedesco, margravio ereditario del Principato di Bayreuth.

## Breve vita
Egli era il settimo dei nove figli di Cristiano, margravio di Brandemburgo-Bayreuth e di Maria di Prussia. Tuttavia egli fu il terzo a nascere in vita e l'unico a ad arrivare all'età adulta; i suoi fratelli maggiori, Giorgio Federico e Cristiano Ernesto morirono poco dopo la sua nascita.

## Matrimonio e discendenza
L'8 dicembre 1641 sposò a Ansbach Sofia di Brandeburgo-Ansbach, la quale era sua cugina (figlia di Gioacchino Ernesto di Brandeburgo-Ansbach, fratello del padre).
Dall'unione nacque un solo figlio:
- Cristiano Ernesto (Bayreuth, 6 agosto 1644- Erlangen, 20 maggio 1712), che divenne margravio di Brandemburgo-Bayreuth.

Sofia morì il 3 dicembre 1646, ma egli non si risposò. Ermanno Augusto morì quattro anni dopo, nel 1651, all'età di 35 anni. Dato che era l'erede di suo padre, suo figlio Cristiano Ernesto successe al nonno come margravio di Brandemburgo-Bayreuth nel 1655, quando aveva solo 11 anni.

## Ascendenza
|                                         |                      |                                   | Genitori                         |  |  | Nonni |  |  | Bisnonni                     |  |  | Trisnonni                   |  |
|                                         |                      |                                   |                                  |  |  |       |  |  | Gioacchino II di Brandeburgo |  |  | Gioacchino I di Brandeburgo |  |
|                                         |                      |                                   |                                  |  |  |       |  |  | Gioacchino II di Brandeburgo |  |  | Gioacchino I di Brandeburgo |  |
|                                         |                      | Elisabetta di Danimarca           |                                  |  |  |       |  |  | Gioacchino II di Brandeburgo |  |  |                             |  |
| Giovanni Giorgio di Brandeburgo         |                      |                                   |                                  |  |  |       |  |  | Gioacchino II di Brandeburgo |  |  |                             |  |
|                                         |                      | Maddalena di Sassonia             | Giorgio di Sassonia              |  |  |       |  |  |                              |  |  |                             |  |
|                                         |                      | Maddalena di Sassonia             | Giorgio di Sassonia              |  |  |       |  |  |                              |  |  |                             |  |
|                                         |                      | Maddalena di Sassonia             | Barbara Jagellona                |  |  |       |  |  |                              |  |  |                             |  |
| Cristiano di Brandeburgo-Bayreuth       |                      | Maddalena di Sassonia             |                                  |  |  |       |  |  |                              |  |  |                             |  |
|                                         |                      | Gioacchino Ernesto di Anhalt      | Giovanni IV di Anhalt-Zerbst     |  |  |       |  |  |                              |  |  |                             |  |
|                                         |                      | Gioacchino Ernesto di Anhalt      | Giovanni IV di Anhalt-Zerbst     |  |  |       |  |  |                              |  |  |                             |  |
|                                         |                      | Gioacchino Ernesto di Anhalt      | Margherita di Brandeburgo        |  |  |       |  |  |                              |  |  |                             |  |
| Elisabetta di Anhalt-Zerbst             |                      | Gioacchino Ernesto di Anhalt      |                                  |  |  |       |  |  |                              |  |  |                             |  |
|                                         |                      | Agnese di Barby                   | Wolfgang I di Barby              |  |  |       |  |  |                              |  |  |                             |  |
|                                         |                      | Agnese di Barby                   | Wolfgang I di Barby              |  |  |       |  |  |                              |  |  |                             |  |
|                                         |                      | Agnese di Barby                   | Agnese di Mansfeld zu Mittel-Ort |  |  |       |  |  |                              |  |  |                             |  |
| Ermanno Augusto di Brandeburgo-Bayreuth |                      | Agnese di Barby                   |                                  |  |  |       |  |  |                              |  |  |                             |  |
|                                         | Alberto I di Prussia | Federico I di Brandeburgo-Ansbach |                                  |  |  |       |  |  |                              |  |  |                             |  |
|                                         | Alberto I di Prussia | Federico I di Brandeburgo-Ansbach |                                  |  |  |       |  |  |                              |  |  |                             |  |
|                                         | Alberto I di Prussia | Sofia di Polonia                  |                                  |  |  |       |  |  |                              |  |  |                             |  |
| Alberto Federico di Prussia             | Alberto I di Prussia |                                   |                                  |  |  |       |  |  |                              |  |  |                             |  |
|                                         |                      | Anna Maria di Brunswick-Lüneburg  | Eric I di Brunswick-Lüneburg     |  |  |       |  |  |                              |  |  |                             |  |
|                                         |                      | Anna Maria di Brunswick-Lüneburg  | Eric I di Brunswick-Lüneburg     |  |  |       |  |  |                              |  |  |                             |  |
|                                         |                      | Anna Maria di Brunswick-Lüneburg  | Elisabetta di Brandeburgo        |  |  |       |  |  |                              |  |  |                             |  |
| Maria di Prussia                        |                      | Anna Maria di Brunswick-Lüneburg  |                                  |  |  |       |  |  |                              |  |  |                             |  |
|                                         |                      | Guglielmo di Jülich-Kleve-Berg    | Giovanni III di Kleve            |  |  |       |  |  |                              |  |  |                             |  |
|                                         |                      | Guglielmo di Jülich-Kleve-Berg    | Giovanni III di Kleve            |  |  |       |  |  |                              |  |  |                             |  |
|                                         |                      | Guglielmo di Jülich-Kleve-Berg    | Maria di Jülich-Berg             |  |  |       |  |  |                              |  |  |                             |  |
| Maria Eleonora di Jülich-Kleve-Berg     |                      | Guglielmo di Jülich-Kleve-Berg    |                                  |  |  |       |  |  |                              |  |  |                             |  |
|                                         |                      | Maria d'Austria                   | Ferdinando I d'Asburgo           |  |  |       |  |  |                              |  |  |                             |  |
|                                         |                      | Maria d'Austria                   | Ferdinando I d'Asburgo           |  |  |       |  |  |                              |  |  |                             |  |
|                                         |                      | Maria d'Austria                   | Anna Jagellone                   |  |  |       |  |  |                              |  |  |                             |  |
|                                         |                      | Maria d'Austria                   |                                  |  |  |       |  |  |                              |  |  |                             |  |